# 4996 Veisberg
4996 Veisberg (1986 PX5) là một tiểu hành tinh vành đai chính được phát hiện ngày 11 tháng 8 năm 1986 bởi L. G. Karachkina ở Nauchnyj.